# Ryck mej i snöret
Ryck mej i snöret, som spelades 1964–1965, var en revy i produktion av Knäppupp AB som var en nostalgisk lek med sekelskifteshumor och revyförfattaren Emil Norlanders verk. Textförfattare var Povel Ramel och Beppe Wolgers, och dessutom ingick ett flertal nummer ur Emil Norlanders produktion. Povel Ramel stod för den nykomponerade musiken, och för regin svarade Yngve Nordwall. Nils Skoog stod för dekoren, John-Ivar Deckner för koreografin och Leif Asp var kapellmästare.
Ryck mej i snöret spelades som tältturné över hela Sverige den 26 maj-24 augusti 1964. Därefter omarbetades den, döptes om till Nya ryck i snöret (med Åke Falck som regissör) och spelades på Knäppupps hemmascen Idéonteatern i Stockholm den 28 september 1964–10 januari 1965.

## Medverkande
Mari Ade, Ulf Andrée, Sten Ardenstam, Bengt Berger, Olof Frenzel, Stig Grybe, Åke Grönberg (på Idéon ersatt av Lars Ekborg), Martin Ljung, Inger Juel, Lill Lindfors (på Idéon ersatt av Cilla Ingvar), Sune Mangs, Marianne Mohaupt med flera.

## Revynummer (i urval)
- Varför är där ingen is till punschen? (Lill Lindfors)
- 55:an Olga (Martin Ljung, Sten Alestam)